# Aurelio Magnani
Aurelio Magnani   (Longiano, 26 de febrer de 1856 - Roma, 25 de gener de 1921) va ser professor italià de clarinet i intèrpret.
Magnani va ensenyar a Venècia i Roma i va escriure un llibre de mètodes de clarinet que va dedicar a Cyrille Rose de l'Òpera de París. Una de les seves composicions, un Mazurka Caprice, es pot escoltar en les reedicions d'enregistraments històrics de Louis Cahuzac. Segons les notes de la gravació d'aquests enregistraments, l'obra és "un encant pur i mostra l'artesania d'algú que coneix el clarinet íntimament".
Va tenir molts alumnes i a Roma tingué a Luigi Cancellieri, el qual emigraria als estats Units.

## Discografia
- Piero Vincenti (clarinet) - Marsida Koni (piano). Aurelio Magnani, Obres completes per a clarinet i piano, Accademia Italiana del Clarinetto AIC 001 © 2010
- Louis Cahuzac. Les grands maîtres da la Clarinette, Mazurka-caprice, Dante Productions LYS 366 (p) 1998
- Louis Cahuzac. Historical Recordings, Volume II, Mazurka-caprice, Clarinet Classics CC0010 © 1994, (p) 1994